# Abney (Île-du-Prince-Édouard)
Pour les articles homonymes, voir Abney.
Abney est une communauté du Canada située dans le comté de Kings, sur l'Île-du-Prince-Édouard.